# Joaquim Arana i Pelegrí
Joaquim Arana i Pelegrí (les Borges Blanques, 6 de febrer de 1936 - Tolosa, 23 de setembre de 1995) fou un advocat i polític català. Fou membre de la Comissió dels Vint que redactà al parador de Sau (les Masies de Roda) el text del projecte d'Estatut d'Autonomia de Catalunya de 1979.

## Biografia
Va néixer a les Borges Blanques l'any 1936. Fill d'un telegrafista de Tordera i d'una mestra del Soleràs. En acabar la Guerra Civil la família s'establí a Andorra. Es llicencià en Dret i va obrir despatx a Andorra i a partir dels anys setanta a Lleida.
El 1971 formà la candidatura Coalició Democràtica juntament amb el carlí Joan Besa i Esteve per a procurador en Corts pel terç familiar, oposada a l'oficialista de Joaquim Viola i Sauret. Durant la campanya electoral reclamà l'elecció democràtica dels alcaldes i presidents de les diputacions, raó per la qual els mítings foren boicotejats per la Guàrdia de Franco i fou processat pel Tribunal d'Ordre Públic (TOP), però assumí personalment la seva pròpia defensa i finalment fou absolt. El 1972 va impulsar el Bloc Popular de les Terres de Lleida amb Jaume Auqué, Manuel Lladonosa i Vicenç Ximenis, que el 1975 es va integrar al Partit Socialista de Catalunya-Reagrupament de Josep Pallach i Carolà, del que en formà part del seu secretariat permanent.
Es presentà a les eleccions generals espanyoles de 1977 dins les llistes del Pacte Democràtic per Catalunya (PDC), i va obtenir l'escó per la circumscripció de Lleida. Quan el 1978 el PSC-Reagrupament es va integrar en el PSC-PSOE, Arana va ingressar a Esquerra Republicana de Catalunya. En representació d'aquest partit formà part de la “Comissió dels Vint” que redactà al parador de Sau (les Masies de Roda) el text del projecte Estatut d'Autonomia de Catalunya de 1979.
Fou candidat a les eleccions generals espanyoles de 1979, però no fou escollit. Passà a la vida privada intentant diferents negocis. Intentà tornar a la política activa presentant-se com a candidat a paer en cap de Lleida a les llistes d'ERC a les eleccions del 1979, però no resultà elegit i es va retirar de la política activa definitivament. Continuà col·laborant amb el Centre de Cultura Catalana d'Andorra. El 27 de setembre de 1995 va patir un atac de cor i fou traslladat a l'Hospital General de Tolosa, on morí. És enterrat a Andorra.